# Simeon Nikolov
Simeon Nikolov (in bulgaro Симеон Николов?; Sofia, 24 novembre 2006) è un pallavolista bulgaro, palleggiatore della Lokomotiv Novosibirsk.

## Biografia
Proviene da una famiglia di pallavolisti: è il figlio dell'ex pallavolista e allenatore Vladimir Nikolov e di sua moglie Maya, anche lei ex pallavolista; anche suo fratello maggiore Aleksandăr gioca a pallavolo.

## Carriera

### Club
Cresciuto nelle giovanili del Levski Sofia, viene promosso in prima squadra nella stagione 2021-22, esordendo in Superliga: resta legato al club per un triennio, che chiude con un successo in Supercoppa bulgara e la vittoria di uno scudetto. Si trasferisce poi negli Stati Uniti d'America, dove disputa la lega universitaria NCAA Division I con la CSU Long Beach per una annata, vincendo il titolo nazionale e ottenendo tutti i riconoscimenti individuali possibili, tra i quali spiccano quelli di National Newcomer of the Year, National Player of the Year e miglior giocatore delle finali.
Nella stagione 2025-26 viene ingaggiato dai russi della Lokomotiv Novosibirsk, in Superliga.

### Nazionale
Fa una lunga trafila nelle selezioni giovanili bulgare: con l'under 17 è di scena al campionato europeo 2021; con l'under 18 vince la medaglia di bronzo al campionato europeo 2022, venendo anche insignito del premio come miglior palleggiatore; con l'under 19 partecipa al campionato mondiale 2023; con l'under 20 conquista il bronzo al campionato europeo 2022 e l'argento nell'edizione seguente del torneo, premiato inoltre come miglior palleggiatore.
Nel 2023, non ancora diciassettenne, fa il suo esordio in nazionale maggiore nel corso delle qualificazioni ai Giochi della XXXIII Olimpiade.

## Palmarès

### Club
- Campionato bulgaro: 1

2023-24
- NCAA Division I: 1

2025
- Supercoppa bulgara: 1

2023

### Nazionale (competizioni minori)
- Campionato europeo under 18 2022
- Campionato europeo under 20 2022
- Campionato europeo under 20 2024

### Premi individuali
- 2022 - Campionato europeo under 18: Miglior palleggiatore
- 2024 - Campionato europeo under 20: Miglior palleggiatore
- 2025 - National Newcomer of the Year
- 2025 - National Player of the Year
- 2025 - All-America First Team
- 2025 - NCAA Division I: Columbus National MVP